# FC Rot-Weiß Coblence
Pour les articles homonymes, voir Rot-Weiß Coblence.
Maillots
Le FC Rot-Weiß Coblence (en allemand : FC Rot-Weiß Koblenz, ou RWK) ou, comme ils s'appellent eux-mêmes, le 11 du coin allemand (en allemand : die 11 vom deutschen Eck), est un club de football de Coblence en Rhénanie-Palatinat. Il a été créé en 2021 par la scission de la section football du TuS Rot-Weiß Coblence. L'équipe première masculine évolue en Oberliga Rhénanie-Palatinat/Sarre, soit la 5e division du football allemand.

## Histoire
Le club trouve ses racines dans la section football du club multisports TuS Rot-Weiß Coblence, fondé le 14 juin 1947. L'équipe a joué au niveau local pendant des décennies. Ils sont entraînés par le globe-trotter Rudi Gutendorf au début des années 1950. L'équipe est promue en 5e division en 2016 puis en Regionalliga Sud-Ouest trois ans plus tard. L'équipe se qualifie à trois reprises en DFB-Pokal, en 2018, 2021 et 2023.
L'idée d'une scission de la section football émerge en 2018. Selon le président du TuS Rot-Weiß Coblence, Harald Annemaier, l'indépendance de cette section était « urgente et nécessaire » pour les footballeurs, car « les dimensions financières de la 4e division ne sont pas compatible avec un club multisports contenant un large éventail de sports ». Le 1er juillet 2021, les membres de la section football du TuS rejoignent le nouveau club, tandis que la section football du club parent est dissoute.
Lors du 1er tour de la DFB-Pokal 2021-2022, les rouges et blancs sont défaits 3-0 par le SSV Jahn Ratisbonne. À l'issue de la saison suivante, le club est relégué de la Regionalliga Sud-Ouest à l'Oberliga Rhénanie-Palatinat/Sarre.

## Stade

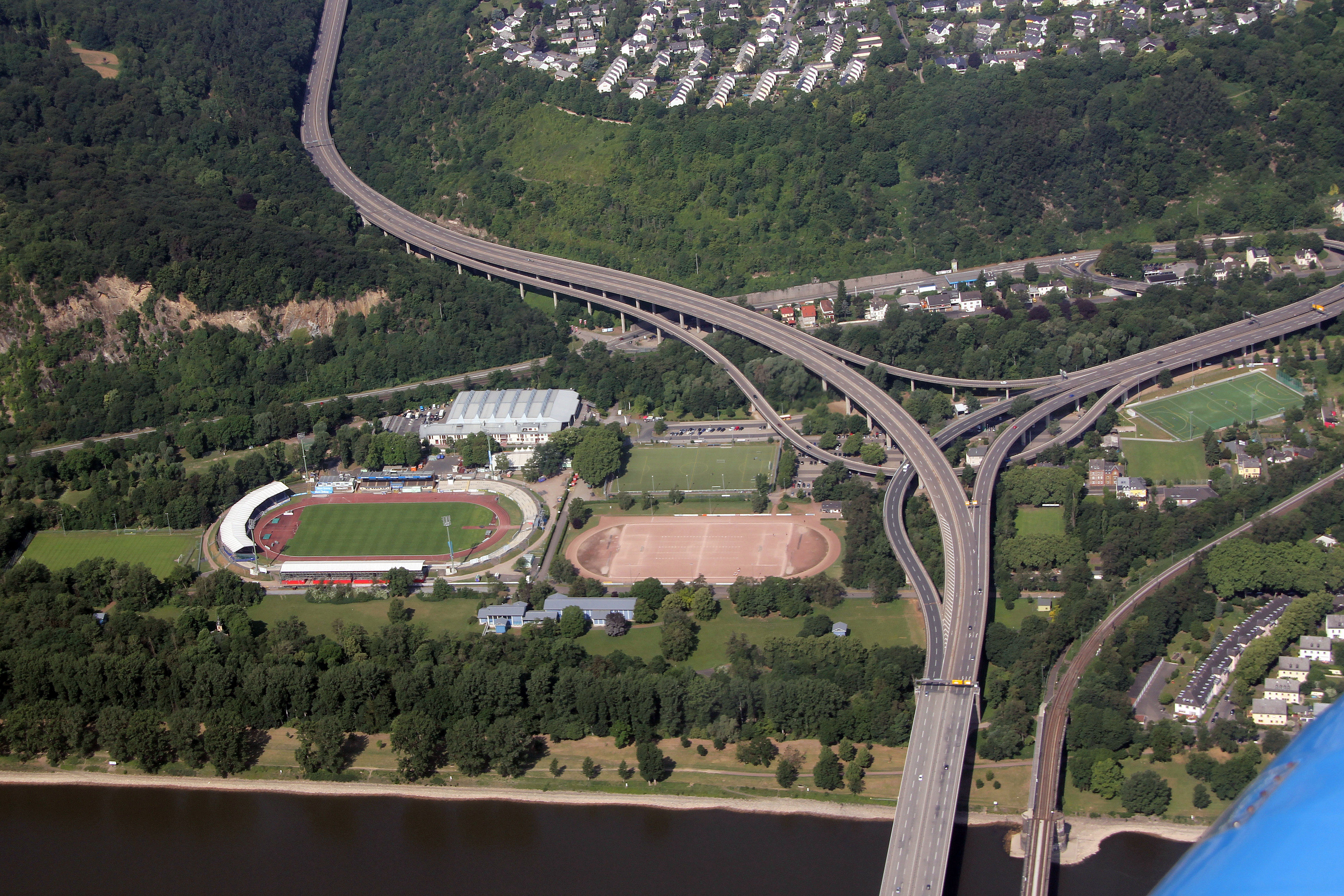
Le Stadion Oberwerth dans le Parc des sports d'Oberwerth, 2011

En juillet 2018, le club élit domicile au Stadion Oberwerth, qu'il doit partager avec ses rivaux du TuS Coblence. Le stade, inauguré en 1920, fait partie du Parc des sports d'Oberwerth. Il portera le nom d'Amerikaner-Stadion (Stade américain) jusque 1933, puis Hermann-Göring-Kampfbahn jusqu'en 1945, et sera brièvement appelé Stade de Gaulle en 1945. Le Stadion Oberwerth possède une capacité de 9 500 places, dont 2 000 places couvertes, et 7 500 places debout non couvertes. Le terrain de football est ceint d'une piste d'athlétisme.

## Palmarès
Jusqu'au 30 juin 2021 sous le nom de TuS Rot-Weiß Koblenz, puis sous le nom de FC Rot-Weiß Koblenz.
- Champions d'Oberliga Rhénanie-Palatinat/Sarre et promotion en Regionalliga Sud-Ouest : 2019
- Rheinlandpokal : 2018, 2021, 2023
- Vainqueur du barrage de qualification en DFB-Pokal 2021-2022
  - en conséquence, qualifications en DFB-Pokal 2018-2019, 2021-2022, 2023-2024
- Champions de Rheinlandliga et qualification en Oberliga Rhénanie-Palatinat/Sarre : 2016